# Antifate (figlio di Laocoonte)
Antifate (in greco antico: Ἀντιφάτης?) è un personaggio della mitologia greca.

## Mitologia
Secondo alcuni autori era il nome di uno dei figli di Laocoonte, morto stritolato da un grosso serpente insieme al fratello ed al padre, accorso per aiutarli.
L'episodio avvenne durante la Guerra di Troia. I Greci, fingendo di ritirarsi, lasciarono sulle spiagge di Troia un grosso cavallo di legno, con all'interno i migliori 
combattenti di tutto l'esercito. Il cavallo era inteso per sembrare un tributo alle divinità, per affrontare un viaggio di ritorno in patria sicuro e tranquillo. La maggior parte
dei Troiani credette all'inganno, mentre pochi proposero di sbarazzarsene. Tra questi Laocoonte, padre di Antifate, che scagliò una lancia contro di esso e pronunciò la frase: 
(Laocoonte, Padre di Antifate)
(Traduzione della frase di Laocoonte, padre di Antifate)
A quel punto Atena, che parteggiava per lo schieramento greco, allontanò il sacerdote facendo comparire due grandi serpenti, che attaccarono i suoi figli.
Secondo altre fonti, l'autore di questa vendetta fu Poseidone, poiché Laocoonte si era sposato contro la volontà divina.